# Petr Kopp
Petr Kopp (* 9. května 1980) je bývalý český fotbalista, záložník.

## Fotbalová kariéra
V české lize hrál za FC Viktoria Plzeň. Nastoupil v 1 ligovém utkání. V nižších soutěžích hrál i za SK Dynamo České Budějovice, FK Atlantic Slovan Pardubice a FK Tatran Prachatice. Za dorosteneckou reprezentaci nastoupil ve 13 utkáních a dal 1 gól.
Působil také v TJ Přeštice.

## Ligová bilance
| Ročník                          | Zápasy | Góly | Klub                         |
| ------------------------------- | ------ | ---- | ---------------------------- |
| Gambrinus liga 1997/98          | 1      | 0    | FC Viktoria Plzeň            |
| 2. česká fotbalová liga 2001/02 | 4      | 0    | SK Dynamo České Budějovice   |
| 2. česká fotbalová liga 2001/02 | 8      | 0    | FK Atlantic Slovan Pardubice |
| CELKEM 1. česká liga            | 1      | 0    |                              |